# 크로퍼즈빌 (인디애나주)

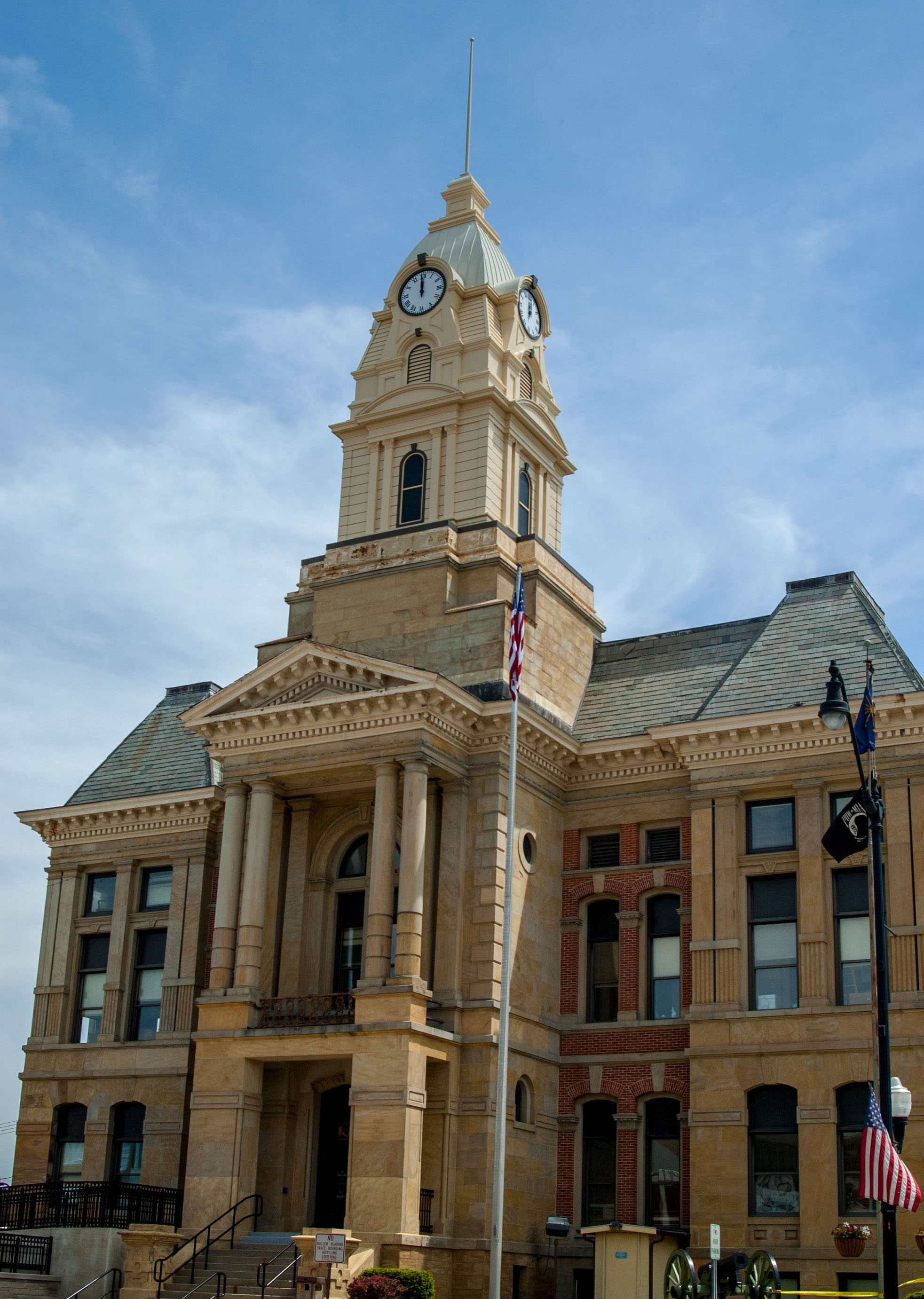

크로퍼즈빌(Crawfordsville)은 미국 인디애나주 몽고메리군의 도시이다. 인디애나폴리스에서 북서쪽으로 79킬로미터 지점에 위치해 있다. 2020년 미국 인구 조사 기준으로 이 지역의 인구 수는 16,307명이다. 이 도시는 몽고메리군의 군청 소재지이며 이 군에서 가장 많이 붐비는 지역이다.

## 인구
| 인구조사              | 인구   | Note | %±    |
| --------------------- | ------ | ---- | ----- |
| 1840년                | 1,327  |      | —     |
| 1850년                | 1,513  |      | 14.0% |
| 1860년                | 1,922  |      | 27.0% |
| 1870년                | 3,701  |      | 92.6% |
| 1880년                | 5,251  |      | 41.9% |
| 1890년                | 6,089  |      | 16.0% |
| 1900년                | 6,649  |      | 9.2%  |
| 1910년                | 9,371  |      | 40.9% |
| 1920년                | 10,139 |      | 8.2%  |
| 1930년                | 10,355 |      | 2.1%  |
| 1940년                | 11,089 |      | 7.1%  |
| 1950년                | 12,851 |      | 15.9% |
| 1960년                | 14,231 |      | 10.7% |
| 1970년                | 13,842 |      | −2.7% |
| 1980년                | 13,325 |      | −3.7% |
| 1990년                | 13,584 |      | 1.9%  |
| 2000년                | 15,243 |      | 12.2% |
| 2010년                | 15,915 |      | 4.4%  |
| 2020년                | 16,306 |      | 2.5%  |
| U.S. Decennial Census |        |      |       |